# سیارک ۲۵۱۱۳
سیارک ۲۵۱۱۳ (به انگلیسی: 25113 Benwasserman، نامگذاری:1998RS65) بیست و پنج هزار و صد و سیزدهمین سیارک کشف شده‌است که در ۱۴ سپتامبر ۱۹۹۸ کشف شد.
قدر مطلق سیارک برابر ۱۵.۵ است.